# Suurijärvi (sjö i Mäntyharju, Södra Savolax)
Suurijärvi är en sjö i kommunerna Mäntyharju och Savitaipale i landskapen Södra Savolax och Södra Karelen i Finland. Sjön ligger 97 meter över havet. Arean är 45 hektar och strandlinjen är 5,8 kilometer lång. Sjön  ingår i Vuoksens huvudavrinningsområde.   Den ligger omkring 57 kilometer söder om S:t Michel och omkring 170 kilometer nordöst om Helsingfors. 